# Himalayabosgems
De Himalayabosgems (Capricornis sumatraensis thar) is een zoogdier uit de familie van de holhoornigen (Bovidae). De wetenschappelijke naam van de ondersoort werd voor het eerst geldig gepubliceerd door Hodgson in 1831.